# Liste der größten Fluggesellschaften der Welt
Es gibt mehrere Berechnungsmethoden, um die größte Fluggesellschaft der Welt zu bestimmen. Deshalb können diesen Titel, je nach Zugrundelegen der Kennzahlen, in den einzelnen Kategorien unterschiedliche Fluggesellschaften für sich beanspruchen. Generell kann jedoch gesagt werden, dass die vordersten Ränge in allen Kategorien von US-amerikanischen Fluggesellschaften belegt werden.
Delta Air Lines beförderte beispielsweise 2012 nach bloßer Anzahl mehr Passagiere als irgendeine andere Fluggesellschaft auf der Welt und besaß die größte Zahl an Passagierflugzeugen in der eigenen Flotte. United Airlines dagegen beförderte 2012 in der Gesamtzahl zwar weniger Passagiere als Delta, zählte dafür aber mehr Passagiere nach Passagierkilometern (durch zahlende Passagiere zurückgelegte Kilometer), der wichtigsten Kennzahl der Luftfahrtbranche, und flog weltweit mehr Zielorte an als Delta. American Airlines galt durch die Ende 2013 vollzogene Fusion mit US Airways sowohl nach beförderten Passagieren als auch nach Flottengröße als weltgrößte Fluggesellschaft, zog aber in Bezug auf die Passagierkilometer erst 2014 an United vorbei. Im Jahr 2015 wurde United bei den Passagierkilometern auch von Delta Air Lines überholt. Betrachtet man lediglich das jeweilige internationale Streckennetz der Fluggesellschaften (ohne die bspw. bei den amerikanischen Airlines bedeutenden Inlandsstreckennetze) rangiert Emirates nach Passagierkilometern in dieser Kategorie auf Platz 1. FedEx ist die größte Frachtfluggesellschaft der Welt, sowohl in Bezug auf die jährlich transportierten Tonnenkilometer als auch die Flottengröße. Die Lufthansa (Lufthansa Group mit Lufthansa Cargo) belegt in allen folgenden Kategorien jeweils einen Platz in den Top Ten. Die deutsche DHL ist nach der Flottengröße das zweitgrößte Frachtluftfahrtunternehmen der Welt.
Im Jahr 2024 führt United Airlines weltweit bei den verfügbaren Sitzplatzkilometern (Available Seat Mile, ASMs) und der Anzahl angeflogener Ziele. Die meisten angebotenen Flüge und Sitzplätze pro Jahr hat American Airlines. In Europa dominiert Ryanair nach Flügen und Passagierzahlen. Die führende Nicht-US-Airline im Langstreckensegment bleibt Emirates aufgrund der Größe der Maschinen und hoher ASMs.

## Nach beförderten Passagieren (in Millionen)

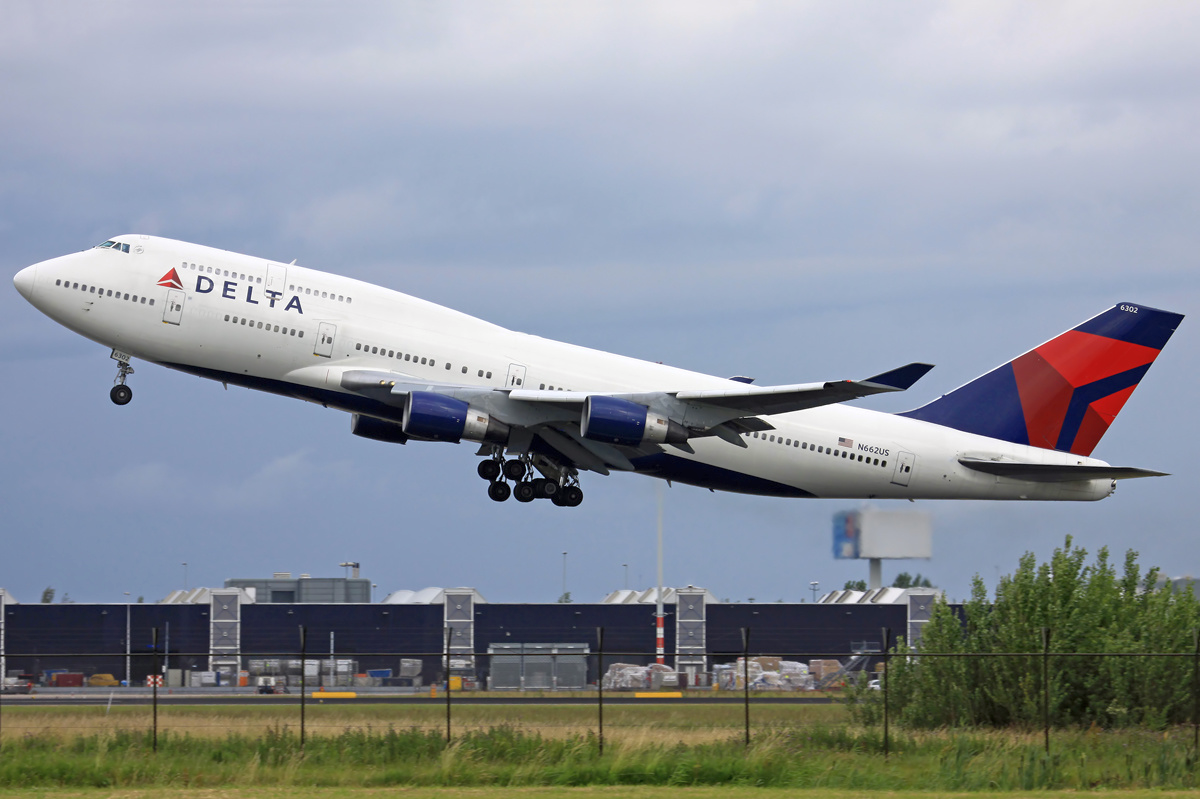
Delta Air Lines Boeing 747-400

| Rang | Fluggesellschaft        | Fluggastzahlen mit Zubringerflügen 5 4 2 1/Tochterfluggesellschaften 4 5 für 2017                                                               | 2019  | 2017    | 2016    | 2015    | 2014  | 2013  | 2012  | 2011  | 2010  | 2009  | Ref.                       |
| ---- | ----------------------- | --- | ----- | ------- | ------- | ------- | ----- | ----- | ----- | ----- | ----- | ----- | -------------------------- |
| 1    | Southwest Airlines 3    | unverändert | 163,6 | 157,677 | 152,0   | 144,6   | 129,1 |       | 134,0 | 127,6 | 106,2 | 101,3 | [ 6 ] [ 7 ]                |
| 2    | Delta Air Lines 1       | | 152,2 | 145,931 | 183,7   | 179,4   | 129,4 |       | 164,6 | 163,8 | 162,6 | 161,1 | [ 6 ] [ 8 ] [ 9 ]          |
| 3    | American Airlines 4     | 199,6 | 148,2 | 144,863 | 144,191 | 146,530 | 197,3 |       | 107,8 | 107,2 | 105,2 | 104,5 | [ 6 ] [ 10 ]               |
| 4    | Ryanair                 | unverändert | 136,7 | 128,907 | 117,0   | 101,4   | 86,4  | 81,4  | 79,3  | 75,8  | 72,1  | 66,5  | [ 6 ] [ 11 ]               |
| 5    | United Airlines 2       | 148,0 | 113,2 | 107,263 | 143,0   | 140,4   | 138,0 |       | 140,4 | 141,8 | 145,6 | 144,3 | [ 12 ] [ 6 ] [ 13 ] [ 14 ] |
| 6    | China Southern Airlines | | 104,0 | 92,0    | 109,4   | 105,3   | 100,7 | 91,5  | 86,5  | 80,7  | 76,5  | 66,3  | [ 6 ] [ 15 ] [ 16 ]        |
| 7    | China Eastern Airlines  | | 95,6  | 87,657  | 80,509  | 75,139  | 66,2  | 62,65 | 73,1  | 68,7  | 64,9  | 44,0  | [ 7 ] [ 6 ] [ 17 ]         |
| 8    | EasyJet                 | Tochterfluggesellschaften: EasyJet Switzerland und EasyJet europe (ca. 82 Millionen Fluggäste flogen mit den Fluggesellschaften der Easy Group) | 88,1  | 77,307  | 70,747  | 70,232  |       |       |       |       |       |       | [ 7 ] [ 6 ] [ 18 ] [ 19 ]  |
| 9    | LATAM Airlines Group    | die Anzahl der Passagiere ergibt sich aus den beiden zusammengeschlossenen Airlines LATAM Airlines und LATAM Airlines Brasil                    |       | 67,006  | 66,814  |         |       |       |       |       |       |       | [ 7 ] [ 6 ] [ 20 ]         |
| 10   | Turkish Airlines        | | 73,2  | 66,401  | 61,737  | 60,198  |       |       |       |       |       |       | [ 7 ] [ 18 ] [ 6 ]         |
| 11   | Air China               | | 71,0  | 66,045  | 62,308  | 58,661  |       |       |       |       |       |       | [ 7 ] [ 18 ] [ 6 ]         |
| 12   | Lufthansa 5             | 130,0 |       | 60,526  | 57,091  | 58,173  |       |       |       |       |       |       | [ 7 ] [ 18 ] [ 6 ]         |
| 13   | Emirates                | |       | 58,054  | 55,198  | 51,039  |       |       |       |       |       |       | [ 6 ] [ 18 ] [ 7 ]         |
| 14   | ANA                     | |       | 49,356  | 47,325  | 46,630  |       |       |       |       |       |       | [ 7 ] [ 18 ] [ 6 ]         |
| 15   | IndiGo                  | |       | 47,868  | 39,768  | 33,775  |       |       |       |       |       |       | [ 6 ] [ 18 ] [ 7 ]         |
| 16   | Air France              | Mitglied der Air France KLM Group (über 99 Millionen Fluggäste)                                                                                 |       | 46,034  | 44,308  | 45,928  |       |       |       |       |       |       | [ 7 ] [ 18 ] [ 6 ]         |
| 17   | British Airways         | Mitglied der IAG (über 100 Millionen Fluggäste)                                                                                                 |       | 44,930  | 44,098  | 42,940  |       |       |       |       |       |       | [ 7 ] [ 18 ] [ 6 ]         |
| 18   | JetBlue                 | |       | 40,045  | 38,275  | 35,116  |       |       |       |       |       |       | [ 7 ] [ 18 ] [ 6 ]         |
| 19   | Hainan Airlines         | |       | 36,522  | 46,601  | 37,960  |       |       |       |       |       |       | [ 7 ] [ 18 ] [ 6 ]         |
| 20   | SkyWest Airlines        | Zubringerflüge für United Airlines, Delta Airlines und American Airlines                                                                        |       | 35,776  |         |         |       |       |       |       |       |       | [ 6 ]                      |
| 21   | Lion Air                | |       | 35,736  | 32,409  | 34,513  |       |       |       |       |       |       | [ 7 ] [ 18 ] [ 6 ]         |
| 22   | Japan Airlines          | |       | 33,868  | 32,749  | 32,017  |       |       |       |       |       |       | [ 7 ] [ 18 ] [ 6 ]         |
| 23   | Norwegian               | Tochterfluggesellschaft Norwegian Air UK |       | 33,113  |         |         |       |       |       |       |       |       | [ 6 ]                      |
| 24   | Aeroflot                | |       | 32,833  |         |         |       |       |       |       |       |       | [ 6 ]                      |
| 25   | KLM                     | Mitglied der Air France KLM Group (über 99 Millionen Fluggäste)                                                                                 |       | 32,689  |         |         |       |       |       |       |       |       | [ 6 ]                      |

Anmerkungen:

Basierend auf den von der jeweiligen Fluggesellschaft veröffentlichten Zahlen

## Nach Passagierkilometern (in Milliarden)
| Rang | Fluggesellschaft        | 2018    | 2016   | 2015   | 2014  | 2013 | 2012    | 2011    | 2010    | 2009    | Ref.          |
| ---- | ----------------------- | ------- | ------ | ------ | ----- | ---- | ------- | ------- | ------- | ------- | ------------- |
| 1    | American Airlines 3     | 330,6   |        | 358,9  | 314,9 |      | 219,869 | 219,492 | 216,132 | 209,321 | [ 23 ]        |
| 2    | Delta Air Lines 2       |         |        | 337,3  | 291,6 |      | 310,562 | 310,228 | 310,875 | 304,074 | [ 24 ]        |
| 3    | United Airlines 1       |         |        | 335,7  | 288,0 |      | 330,696 | 334,989 | 338,833 | 327,479 | [ 25 ]        |
| 4    | Emirates                | 292,221 | 276,61 | 255,18 |       |      | 160,446 | 146,134 | 126,273 | 101,762 | [ 27 ] [ 28 ] |
| 5    | Lufthansa 5             | 284,561 |        | 145,9  |       |      | 149,780 | 141,055 | 129,668 | 122,991 | [ 30 ] [ 31 ] |
| 6    | Southwest Airlines 4    | 214,5   |        |        | 173,8 |      | 165,561 | 157,044 | 125,604 | 119,826 | [ 33 ]        |
| 7    | Air France              |         |        | 139,22 |       |      | 137,606 | 135,129 | 127,763 | 128,326 | [ 34 ] [ 35 ] |
| 8    | China Southern Airlines |         |        |        |       |      | 135,535 | 122,344 | 111,328 | 93,002  | [ 36 ]        |
| 9    | Air China               |         |        |        |       |      | 129,773 | 123,489 | 105,695 | 75,474  | [ 37 ]        |
| 10   | British Airways         |         |        |        |       |      | 126,436 | 117,348 | 106,082 | 114,346 | [ 38 ]        |

Anmerkungen

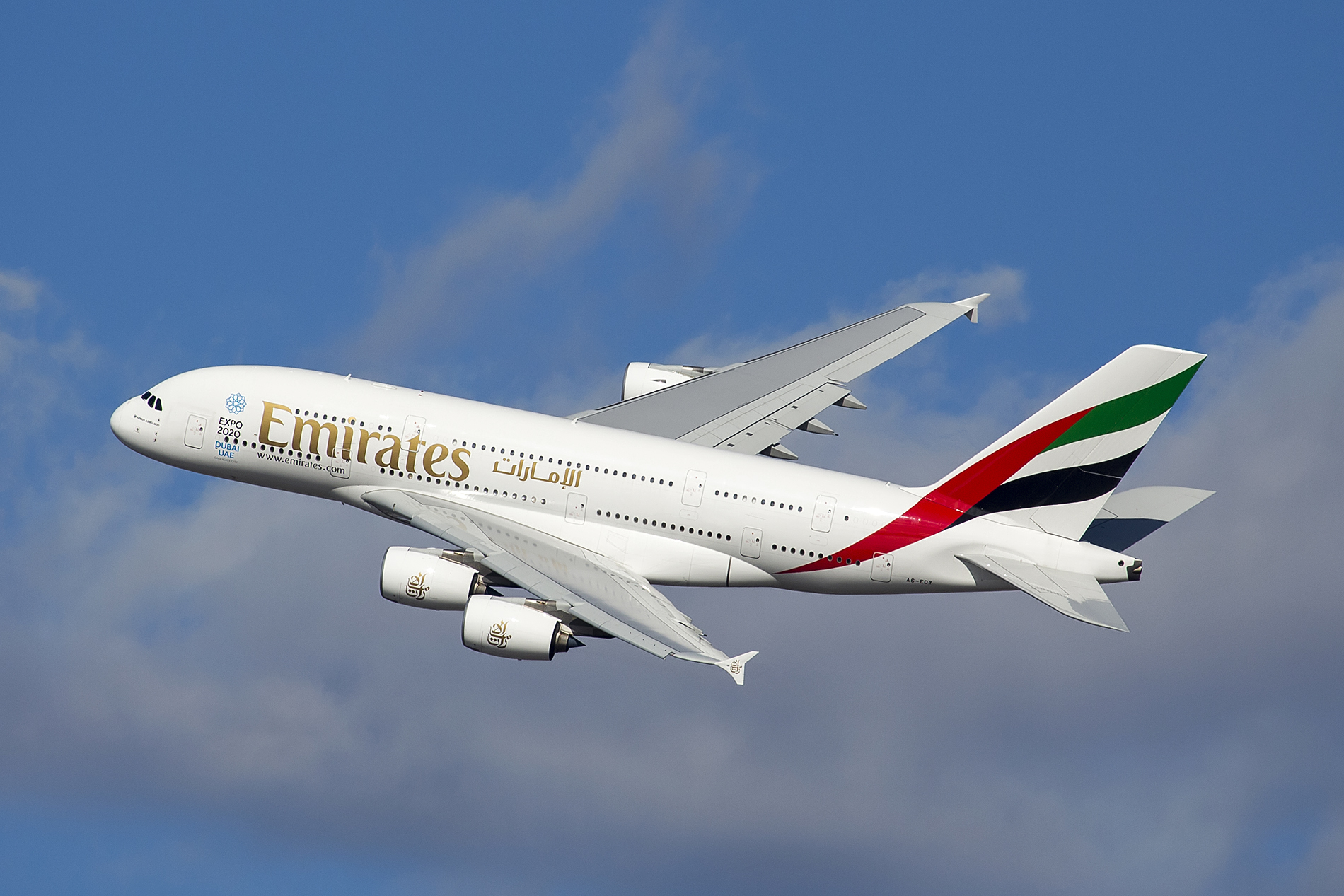
Emirates Airbus A380

Basierend auf den von der jeweiligen Fluggesellschaft veröffentlichten Zahlen.

## Nach beförderten Frachttonnen
| Rang | Fluggesellschaft        | 2019  | 2017  | 2016  | 2015  | Ref.                      |
| ---- | ----------------------- | ----- | ----- | ----- | ----- | ------------------------- |
| 1    | Federal Express         | 7.428 | 7.355 | 7.145 | 7.087 | [ 18 ] [ 7 ] [ 6 ] [ 39 ] |
| 2    | UPS                     | 5.023 | 4.912 | 4.681 | 4.482 | [ 18 ] [ 7 ] [ 6 ] [ 39 ] |
| 3    | Emirates                | 2.413 | 2.646 | 2.538 | 2.454 | [ 18 ] [ 7 ] [ 6 ] [ 39 ] |
| 4    | Qatar Airways           | 2.281 | 2.038 | 1.764 | 1.466 | [ 18 ] [ 7 ] [ 6 ] [ 39 ] |
| 5    | Cathay Pacific          | 1.716 | 1.744 | 1.597 | 1.558 | [ 18 ] [ 7 ] [ 6 ] [ 39 ] |
| 6    | Korean Air              |       | 1.624 | 1.514 | 1.533 | [ 18 ] [ 7 ] [ 6 ] [ 39 ] |
| 7    | China Airlines          |       | 1.462 | 1.326 | 1.306 | [ 18 ] [ 7 ] [ 6 ] [ 39 ] |
| 8    | Air China               |       | 1.430 | 1.331 | 1.256 | [ 18 ] [ 7 ] [ 6 ] [ 39 ] |
| 9    | ANA                     |       | 1.363 | 1.263 | 1.165 | [ 18 ] [ 7 ] [ 6 ] [ 39 ] |
| 10   | China Southern Airlines |       | 1.334 | 1.519 | 1.389 | [ 18 ] [ 7 ] [ 6 ] [ 39 ] |
| 11   | Atlas Air               |       | 1.179 |       |       | [ 18 ] [ 7 ] [ 6 ] [ 39 ] |
| 12   | Singapore Airlines      |       | 1.169 | 1.139 | 1.084 | [ 18 ] [ 7 ] [ 6 ] [ 39 ] |
| 13   | Turkish Airlines        |       | 1.085 | 875   | 634   | [ 18 ] [ 7 ] [ 6 ] [ 39 ] |
| 14   | Lufthansa               |       | 996   | 958   | 950   | [ 18 ] [ 7 ] [ 6 ] [ 39 ] |
| 15   | Polar Air Cargo         |       | 963   | 703   | 685   | [ 18 ] [ 7 ] [ 6 ] [ 39 ] |
| 16   | Asiana                  |       | 961   | 922   | 856   | [ 18 ] [ 7 ] [ 6 ] [ 39 ] |
| 17   | Etihad Airways          |       | 891   | 929   | 904   | [ 18 ] [ 7 ] [ 6 ] [ 39 ] |
| 18   | Cargolux                |       | 864   | 809   | 757   | [ 18 ] [ 7 ] [ 6 ] [ 39 ] |
| 19   | LATAM Airlines Group    |       | 780   | 799   | -     | [ 18 ] [ 7 ] [ 6 ] [ 39 ] |
| 20   | Kalitta Air             |       | 747   |       |       | [ 18 ] [ 7 ] [ 6 ] [ 39 ] |
| 21   | Japan Airlines          |       | 730   | 660   | 659   | [ 18 ] [ 7 ] [ 6 ] [ 39 ] |
| 22   | China Eastern Airlines  |       | 704   | 1.197 | 1.255 | [ 18 ] [ 7 ] [ 6 ] [ 39 ] |
| 23   | AirBridgeCargo          |       | 701   | 621   | 615   | [ 18 ] [ 7 ] [ 6 ] [ 39 ] |
| 24   | British Airways         |       | 644   | 612   | 606   | [ 18 ] [ 7 ] [ 6 ] [ 39 ] |
| 25   | EVA Air                 |       | 642   | 610   | 621   | [ 18 ] [ 7 ] [ 6 ] [ 39 ] |

## Nach Tonnenkilometern (in Millionen)

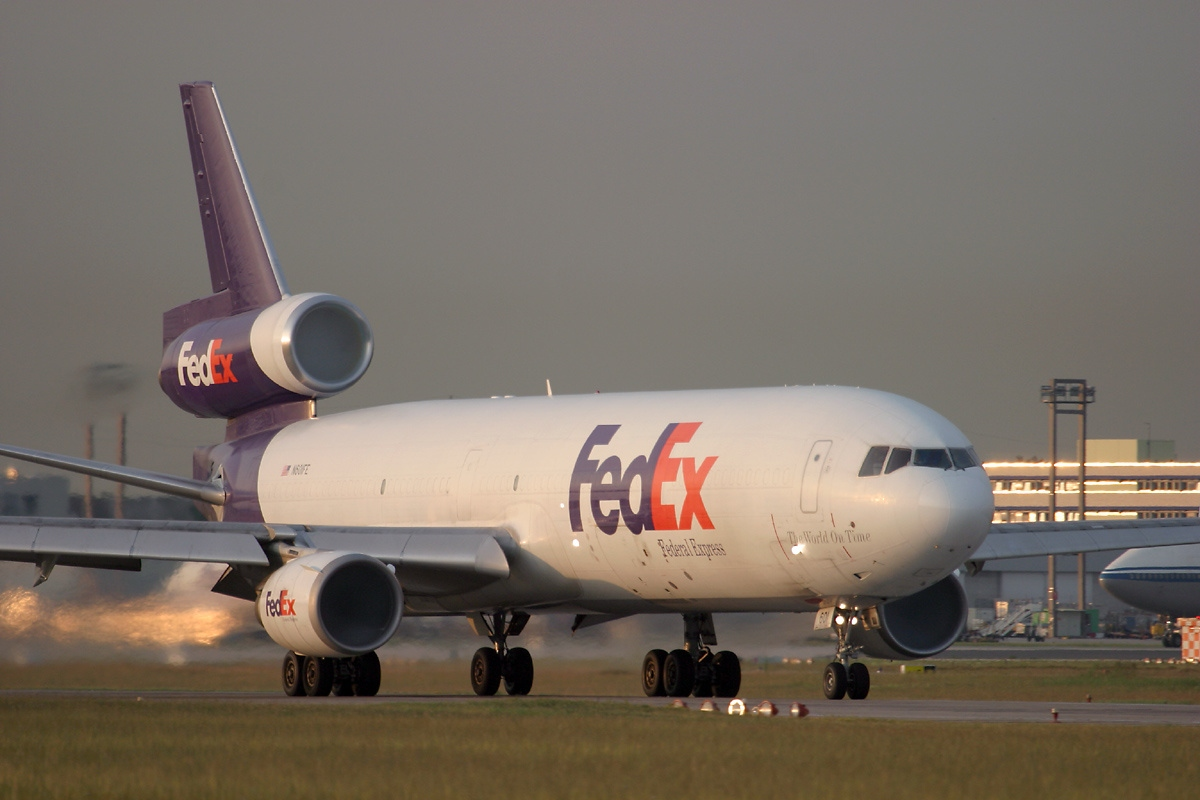
FedEx McDonnell Douglas MD-11F

| Rang | Fluggesellschaft         | 2020  | 2019  | 2018  | 2017  | 2016  | 2015   | 2014   | 2013   | 2012   | 2011   |
| ---- | ------------------------ | ----- | ----- | ----- | ----- | ----- | ------ | ------ | ------ | ------ | ------ |
| 1    | FedEx Express            |       |       |       |       |       | 15,799 | 16,020 | 16,127 | 16,108 | 15,939 |
| 2    | Emirates SkyCargo        |       |       |       |       |       | 12,157 | 11,240 | 10,459 | 9,319  | 8,132  |
| 3    | UPS Airlines             |       |       |       |       |       | 10,807 | 10,936 | 10,584 | 10,416 | 10,566 |
| 4    | Cathay Pacific Cargo     |       |       |       |       |       | 9,935  | 9,464  | 8,241  | 8,433  | 9,109  |
| 5    | Korean Air Cargo         |       |       |       |       |       | 7,761  | 8,079  | 7,666  | 8,144  | 8,974  |
| 6    | Qatar Airways Cargo      |       |       |       |       |       | 7,660  | 5,997  | 4,972  |        |        |
| 7    | Lufthansa Cargo          | 6,461 | 8,899 | 8,934 |       |       | 6,888  | 7,054  | 7,218  | 7,175  | 7,674  |
| 8    | Cargolux                 | 8,934 | 8,091 | 8,409 | 8,480 | 7,550 | 6,309  | 5,753  | 5,225  |        |        |
| 9    | Singapore Airlines Cargo |       |       |       |       |       | 6,083  | 6,019  | 6,240  | 6,694  | 7,118  |
| 10   | Air China Cargo          |       |       |       |       |       | 5,718  |        |        |        |        |
|      | China Airlines Cargo     |       |       |       |       |       |        | 5,266  | 4,813  | 4,538  | 5,411  |

## Nach Flottengröße

### Passagierfluggesellschaften
| Rang | Fluggesellschaft        | Flottengröße | Ref.   |
| ---- | ----------------------- | ------------ | ------ |
| 1    | American Airlines 3     | 961          | [ 45 ] |
| 2    | Delta Air Lines 1       | 808          | [ 46 ] |
| 3    | Lufthansa Group 6       | 721          | [ 48 ] |
| 4    | United Airlines 2       | 711          | [ 49 ] |
| 5    | Southwest Airlines 4    | 679          | [ 50 ] |
| 6    | US Airways 5            | 621          | [ 51 ] |
| 7    | Turkish Airlines        | 552          | [ 52 ] |
| 8    | China Southern Airlines | 540          | [ 53 ] |
| 9    | Air France-KLM 7        | 536          | [ 54 ] |
| 10   | China Eastern Airlines  | 415          | [ 55 ] |

Anmerkungen

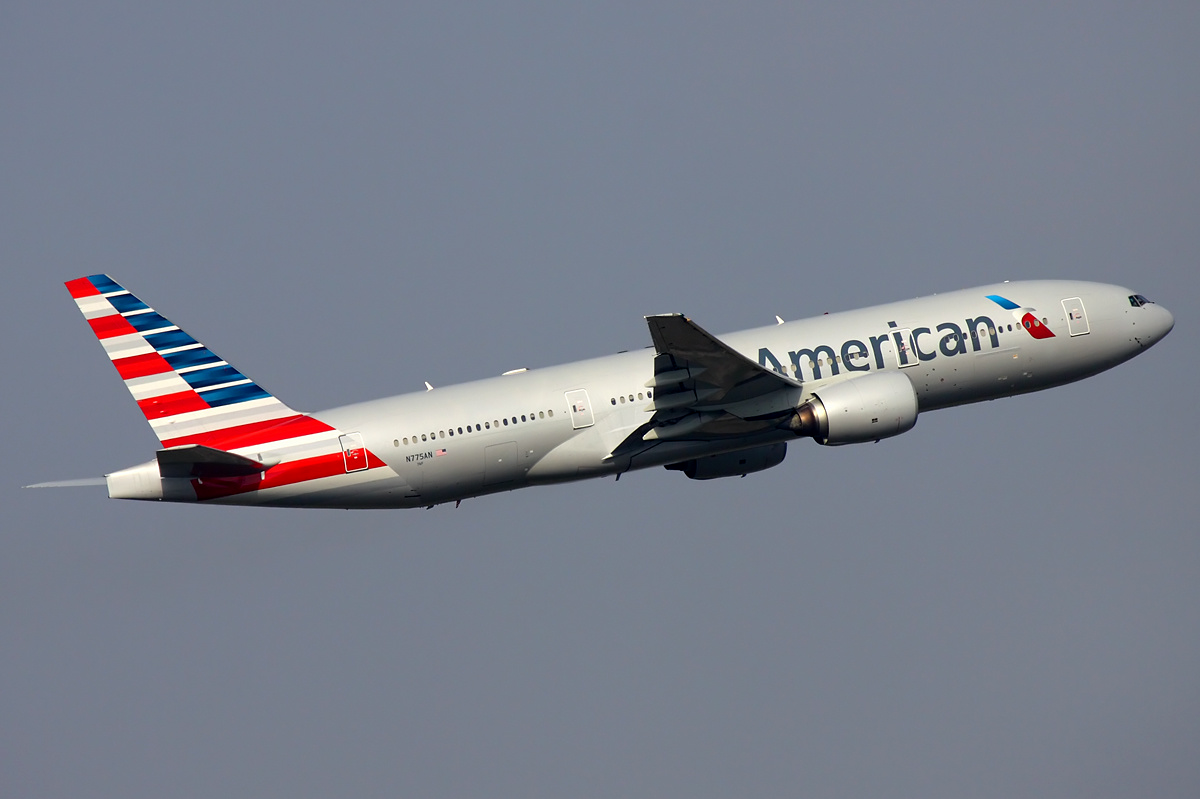
American Airlines Boeing 777-200ER

Beinhaltet ausschließlich Passagierflugzeuge – Beinhaltet Zahlen für die Regionalgesellschaften der Fluggesellschaften zum Teil inkl. Tochtergesellschaften:

### Frachtfluggesellschaften
| Rang | Fluggesellschaft      | Flottengröße | Ref.   |
| ---- | --------------------- | ------------ | ------ |
| 1    | FedEx Express         | 657          | [ 56 ] |
| 2    | UPS Airlines          | 255          | [ 57 ] |
| 3    | DHL Aviation          | 250          | [ 58 ] |
| 4    | ASL Airlines Belgium  | 033          | [ 59 ] |
| 5    | Korean Air Cargo      | 026          | [ 60 ] |
| 6    | Cargolux              | 026          | [ 61 ] |
| 7    | Cathay Pacific Cargo  | 023          | [ 62 ] |
| 8    | China Airlines Cargo  | 021          | [ 63 ] |
| 9    | Lufthansa Cargo       | 019          | [ 64 ] |
| 10   | China Postal Airlines | 019          | [ 65 ] |

## Nach Anzahl der Zielorte
| Rang | Fluggesellschaft         | Zielorte | Ref.   |
| ---- | ------------------------ | -------- | ------ |
| 1    | United Airlines 1        | 373      | [ 66 ] |
| 2    | Air France-KLM 6         | 325      | [ 67 ] |
| 3    | Delta Air Lines 2        | 330      | [ 68 ] |
| 4    | Turkish Airlines         | 302      | [ 69 ] |
| 5    | American Airlines 3      | 277      | [ 70 ] |
| 6    | Lufthansa 5              | 235      | [ 71 ] |
| 7    | China Eastern Airlines 4 | 211      | [ 72 ] |
| 8    | US Airways 7             | 193      | [ 73 ] |
| 9    | China Southern Airlines  | 193      | [ 74 ] |
| 10   | British Airways 8        | 191      | [ 75 ] |

Anmerkungen

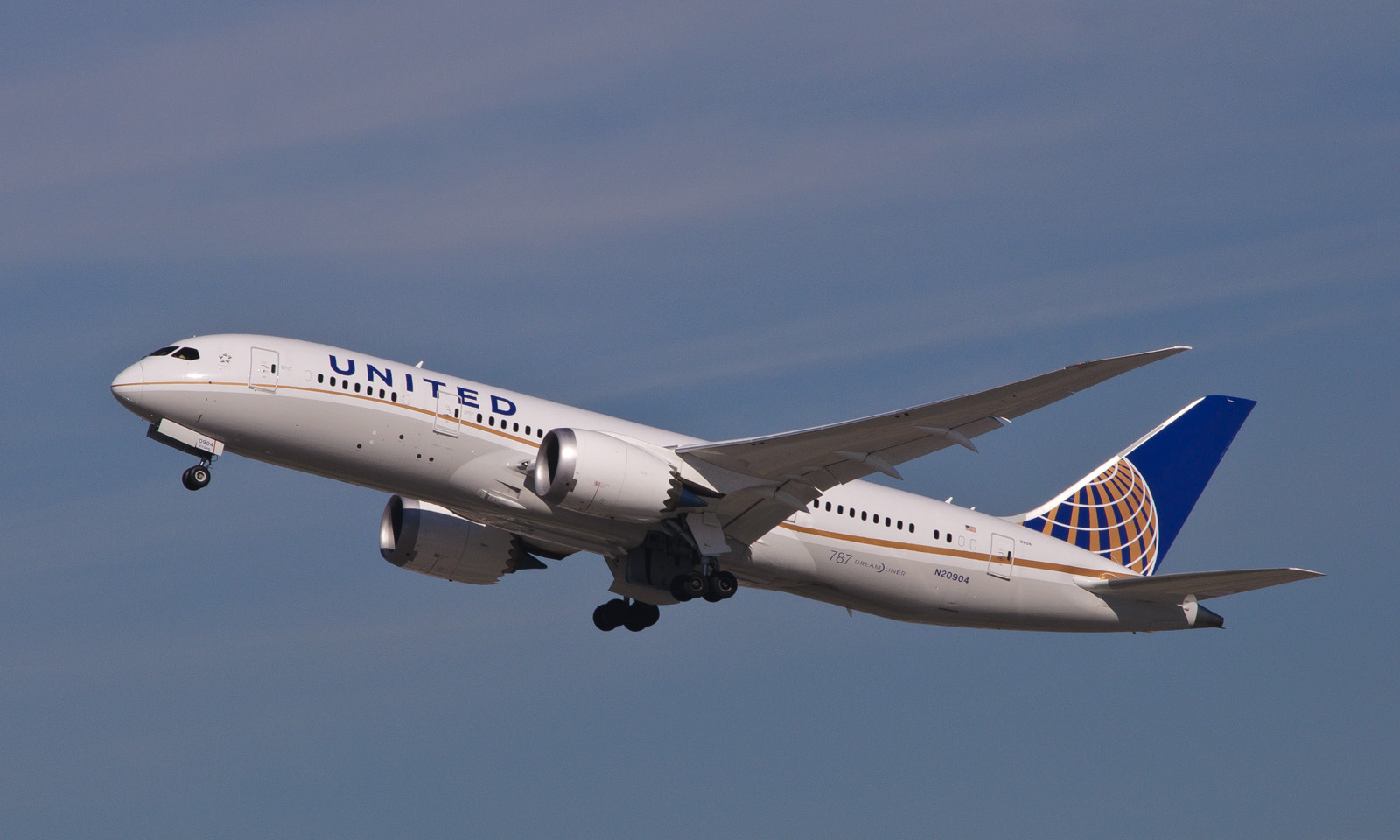
United Airlines Boeing 787

Beinhaltet ausschließlich Passagierfluggesellschaften.